# Llista de rius de Letònia

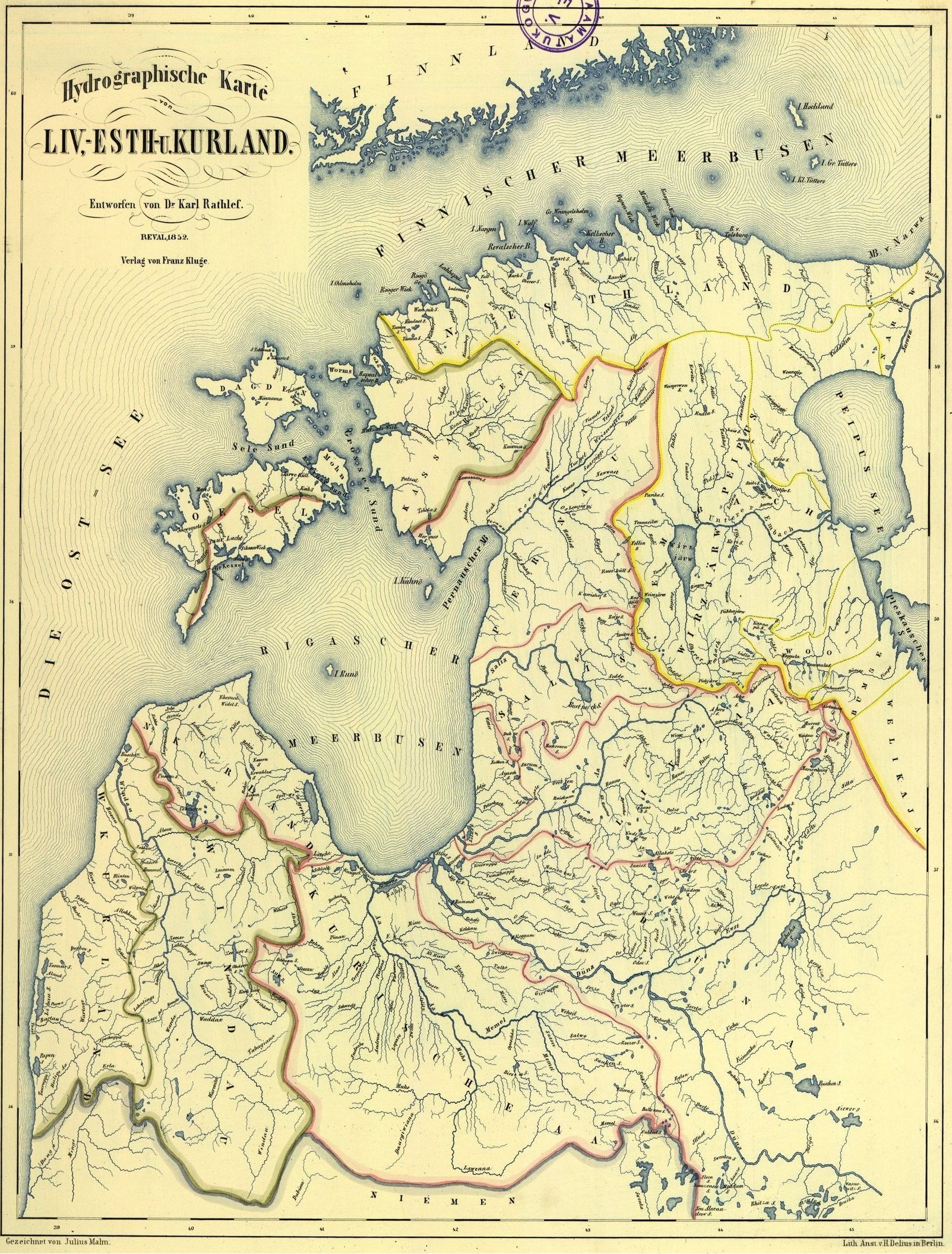
Mapa hidrogràfic de Letònia i Estònia amb els noms històrics dels rius en alemany (1852).

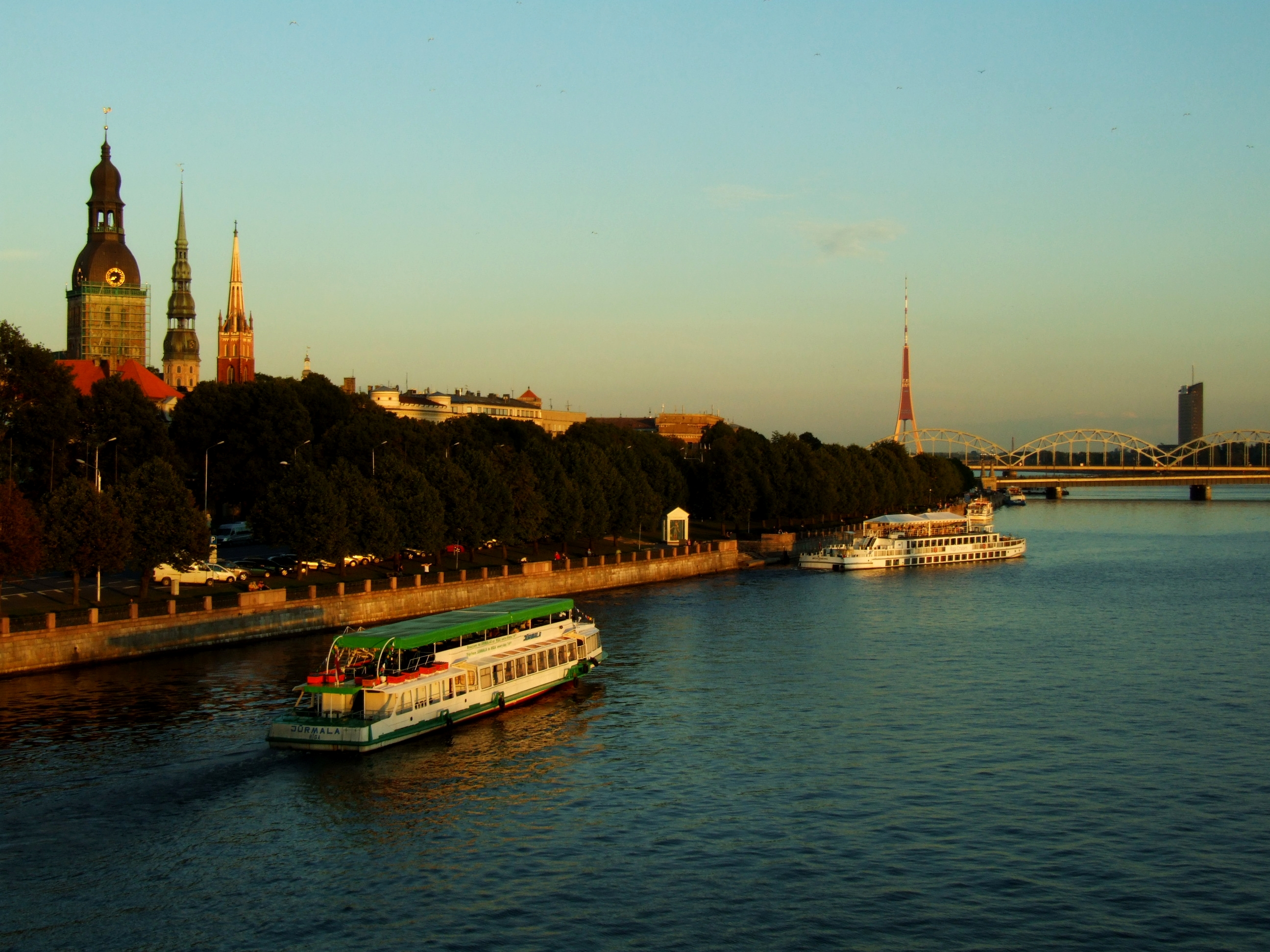
El riu Daugava en el seu pas per Riga

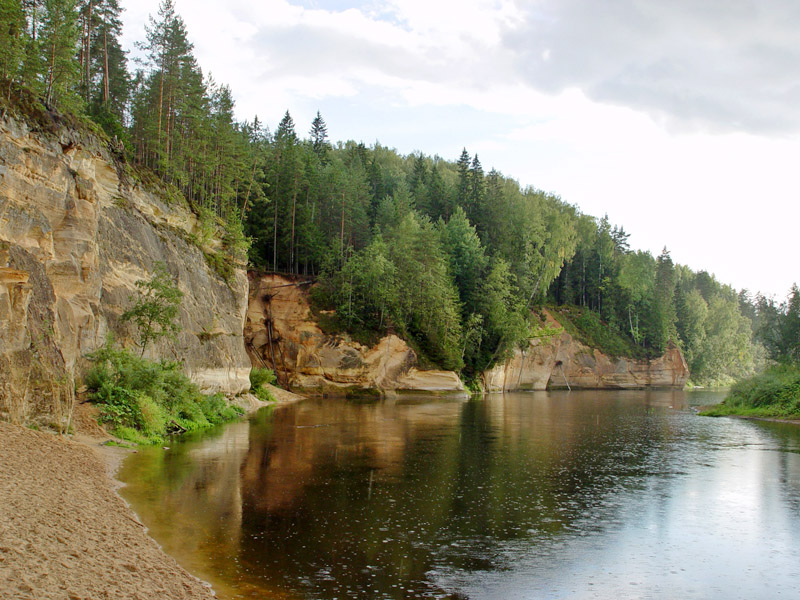
Riu Gauja

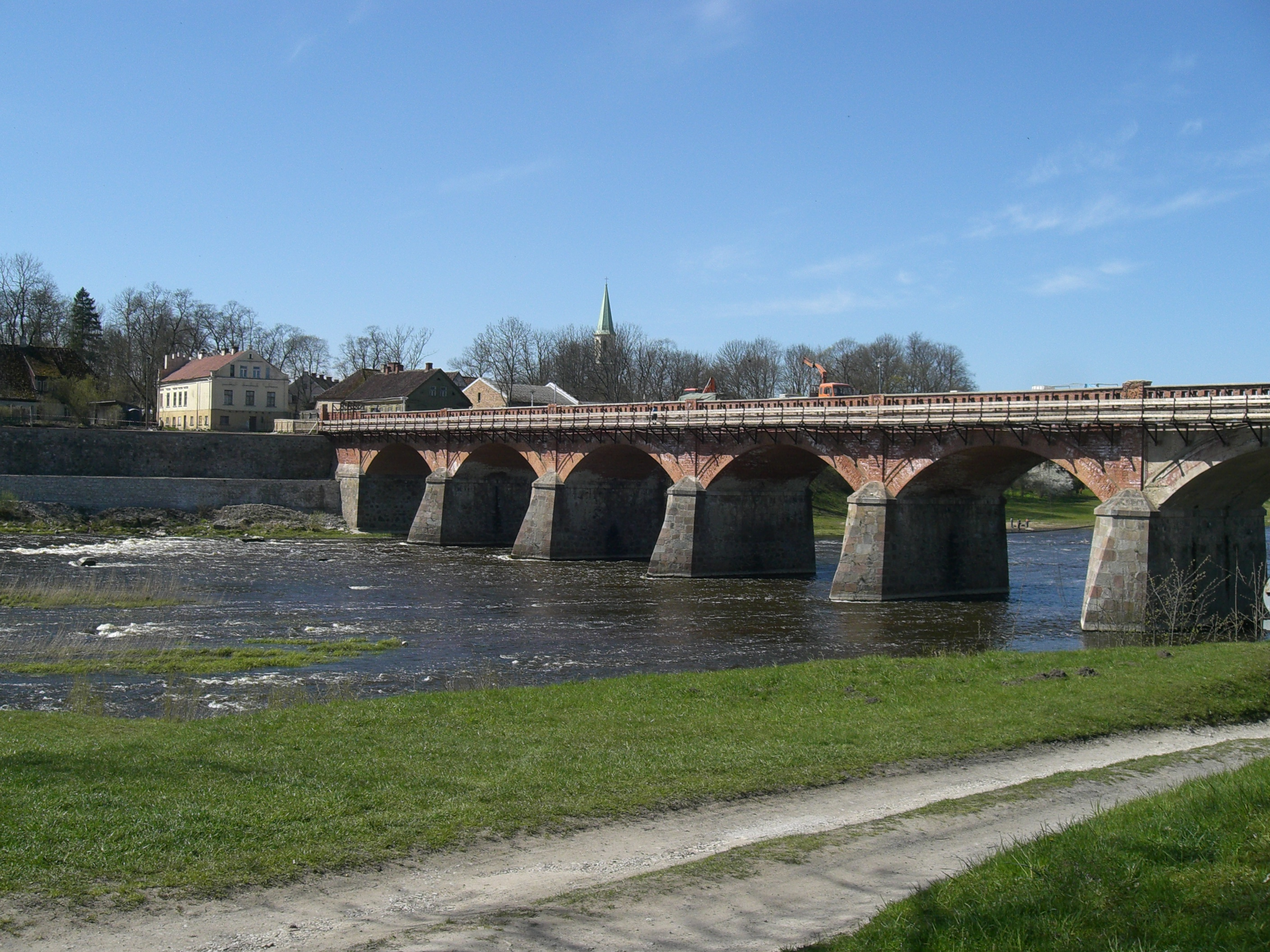
Riu Windawa

Rius de Letònia:

## Rius més llargs
Rius que superen els 100 km:
| Nom         | Llargada en el seu pas per Letònia (km) | Llargada total (km) | Conca (km²) | Desembocadura |
| ----------- | --------------------------------------- | ------------------- | ----------- | ------------- |
| Riu Gauja   | 452                                     | 452                 | 8,900       | Golf de Riga  |
| Daugava     | 357                                     | 1,020               | 87,900      | Golf de Riga  |
| Ogre        | 188                                     | 188                 | 1,730       | Riu Daugava   |
| Venta       | 176                                     | 346                 | 11,800      | Mar Bàltic    |
| Iecava      | 136                                     | 136                 | 1,166       | Riu Lielupe   |
| Pededze     | 131                                     | 159                 | 1,690       | Aiviekste     |
| Abava       | 129                                     | 129                 | 2,042       | Riu Venta     |
| Riu Lielupe | 119                                     | 119                 | 17,600      | Golf de Riga  |
| Rēzekne     | 116                                     | 116                 | 2,066       | Aiviekste     |
| Mēmele      | 115                                     | 191                 | 4,050       | Riu Lielupe   |
| Aiviekste   | 114                                     | 114                 | 9,300       | Riu Daugava   |
| Riu Bērze   | 109                                     | 109                 | 915         | Riu Svete     |
| Riu Dubna   | 105                                     | 105                 | 2,780       | Riu Daugava   |

## Llistat de rius
- A
- B
- C
- D
- E
- F
- G
- H
- I
- J
- K
- L
- M
- N
- O
- P
- Q
- R
- S
- T
- U
- V
- W
- X
- Y
- Z

### A
Abava
- Riu cupīte
- Aiviekste
- Amata
- Riu Ataša

### B
Bārta
- Riu Bērze
- Riu Buļļupe

### C
Cena
- Ceraukste

### D
Riu Dārzupīte
- Daugava
- Riu Dienvidsusēja
- Riu Donaviņa
- Dubna

### G
Riu Gauja

### H
Riu Hapaka

### I
Iecava
- Irbe

### J
Jugla

### K
Riu Krievupe
- Kūkova
- Riu Kurjanka

### L
Langa
- Riu Lielā Jugla
- Riu Lielupe
- Riu Lošupe
- Ludza

### M
Malta
- Riu Mārupīte
- Riu Mazā Daugava
- Riu Mazā Jugla
- Mēmele
- Riu Mergupe
- Riu Mīlgrāvis
- Misa
- Mūsa

### N
Neretiņa

### O
Riu Odze
- Ogre
- Omuļupe

### P
Pededze
- Pedele
- Riu Pernovka
- Riu Pietēnupe
- Riu Piķurga
- Riu Pilsētas kanāls
- Riu Platone
- Riu Plisunka

### R
Rauna
- Reiu
- Rēzekne
- Riu Riežupe
- Rītupe
- Riu Rūbeža
- Riu Rogāļu strauts
- Riu Rūja

### S
Saka
- Riu Salaca
- Riu Slocene
- Riu Stende
- Riu Strazdupīte
- Riu Suda
- Sventāja
- Svēte

### T
Tartaks
- Riu Tumšupe

### V
Riu Varkaļu kanāls
- Riu Venta
- Riu Vēršupīte

### Z
Zilupe